# Fliegender Mann
Der Fliegende Mann (arabisch الرجل المعلق ar-rajul al-muʿallaq) ist ein Gedankenexperiment des persischen Philosophen Avicenna (Ibn Sina), in welchem er einen Mann vorstellt, der in einer vollständig reizlosen Umgebung in Existenz tritt und sich trotzdem seiner selbst bewusst ist. Dies dient Avicenna als Beweis für die Existenz einer körperunabhängigen Seele.

## Darstellung des Gedankenexperiments
Das Gedankenexperiment findet sich in Avicennas philosophischem Hauptwerk, dem Kitab asch-Schifa' (Buch der Genesung).
Avicenna stellt sich einen Mann vor, der mit einem Mal in der Luft oder dem Weltraum erschaffen wird und frei von äußerem sensorischen Einfluss ist, sodass seine Sinne nichts wahrzunehmen vermögen. Ebenfalls sind seine Körperteile abstehend, sodass sie einander nicht berühren. In dieser Lage, so Avicenna, würde er dennoch die eigene Existenz wahrnehmen, wenn auch nicht diejenige seiner Körperteile. Ebenfalls würde er nicht einmal davon ausgehen, Körperteile zu besitzen.

## Forschungsmeinungen zum Fliegenden Mann
Jari Kaukua bettet Avicennas fliegenden Mann zunächst in einen größeren Werkkontext ein. Ihm zufolge vertritt Avicenna die Ansicht, ein Philosoph müsse die menschliche Seele postulieren, da die physische Welt eine zu große Variationsbreite aufweise, als dass dies allein durch Naturgesetze erklärbar wäre. Eine Seele ist gemäß Avicenna eine Perfektion des Genus des lebenden Körpers (ein Rückgriff auf das aristotelische Klassifikationsschema). Die Seele bringt den lebenden Körper in die Existenz. Avicenna stellt sich weiterhin die Frage, ob die Seele getrennt vom Körper existieren kann. Er stellt sich dann einen Mann vor, der in der Luft schwebt und dort erschaffen wurde, ohne dass er Sinneswahrnehmung aufweist. Dieser würde gemäß Avicenna nicht zögern, anzugeben, dass er ein Selbst habe. Er würde aber keine Körperteile als die seinen angeben. Gemäß Kaukua versucht Avicenna zunächst, alle Körperteile und alle körperlichen Wahrnehmungen aus seiner Analyse zu entfernen, um am Ende die immaterielle Existenz der menschlichen Seele zu beweisen. Kaukua argumentiert nun, dass es nicht Avicennas Ziel war, ein illustrierendes Beispiel für den Leib-Seele-Dualismus zu geben o. Ä. Kaukua befasst sich im Folgenden mit der Deutung des Ausdrucks „Dhat“ im Kontext des fliegenden Mannes als „Selbst“ oder „Seele“. Avicenna beantwortet die Frage nach der Einheit der Seele dahingehend, dass er ein Subjekt annimmt, dass die verschiedenen Kräfte der Seele verbindet. Der floating man ist gemäß Kaukua ein Argument, um zu zeigen, dass der Körper nicht die Seele ist.
Benevich und Adamson argumentieren, dass es Avicennas Ziel war, die Essenz (das Wesen) der menschlichen Seele zu erfassen, was Aristoteles eben nicht vermocht hatte. Über die Lehre von der Essenz und Akzidenz der Wesenheiten argumentiert Avicenna, so die Autoren, dass der menschliche Körper kein Teil der Essenz der Seele ist.
Altounji argumentiert, dass Avicenna eine begriffliche Zweiteilung vornimmt zwischen dhat und mahiyya, wobei dhat für die intrinsischen Eigenschaften des Menschen bezeichnet, wohingegen mahiyya das Konzept eines Begriffs im Geiste darstellt. Gemäß Altounji handelt es sich nicht um ein Gedankenexperiment mit dem Ziel eines Beweises, sondern um eine Aufforderung an den Leser, sich die Frage nach der körperunabhängigen Seele selbst zu stellen und durch eigene Einsicht zu einem Ergebnis zu gelangen.